# Exorista echinaspis
Exorista echinaspis är en tvåvingeart som först beskrevs av Mario Bezzi 1908.  Exorista echinaspis ingår i släktet Exorista och familjen parasitflugor.
Artens utbredningsområde är Eritrea. Inga underarter finns listade i Catalogue of Life.